# زلزال تايوان 2024
في 3 أبريل 2024 ، في الساعة 07:58:11 بتوقيت شرق تايوان (23:58 بالتوقيت العالمي المنسق)، ضرب زلزال بقوة 7.2 على مقياس ريختر مساحة 18 كـم (11 ميل)، جنوب غرب مدينة هواليان [الإنجليزية]، مقاطعة هواليان. وكان أكبر زلزال في تايوان منذ زلزال جيجي عام 1999 [الإنجليزية]. مما تسبب بمقتل عدة أشخاص وإصابة آخرون، وإصدار تحذير من أمواج مد (تسونامي) لجنوب اليابان والفلبين.

## الزلزال
كان للزلزال قوة زلزالية قصوى تبلغ 6+ في مدينة هوالين و5 في تايبيه. وسُجِّل ما لا يقل عن 44 هزة ارتدادية في أعقاب الزلزال. ضربت هزة ارتدادية 6.4 في الساعة 00:11 بالتوقيت العالمي، وتلتها هزة بقوة 5.7 في الساعة 00:35،  وهزة بقوة 5.5 في الساعة 00:43، وهزة بقوة 5.7 في الساعة 00:46. وهو أقوى زلزال يضرب تايوان منذ زلزال جيجي عام 1999 ، والذي بلغت قوته 7.7 درجة على مقياس ريختر. في الصين، شعر السكان بالهزة في شانغهاي وسوجو وشنجن وغوانجو وشانتو والعديد من المدن في مقاطعة فوجيان، وشُعِرَ به أيضًا في هونغ كونغ، وفي جزيرة يوناجوني [الإنجليزية] باليابان، بقوة 4 على مقياس شيندو، وهو مقياس شدة الزلازل التابع لوكالة الأرصاد الجوية اليابانية.

## تسونامي
لوحظ حدوث تسونامي بارتفاع 0.5 م (1 قدم 8 بوصة) في مدينة تشينجونج [الإنجليزية]. وأصدرت إدارة الأرصاد الجوية المركزية [الإنجليزية] في تايوان تنبيهًا ينصح السكان بالإخلاء إلى مناطق مرتفعة.
وأصدرت وزارة الموارد الطبيعية في جمهورية الصين الشعبية ثاني أعلى مستوى إنذار من تسونامي برتقالي اللون، محذرة من احتمال حدوث موجات محلية يمكن أن تسبب أضرارًا كبيرة في المناطق الساحلية المتضررة. وأصدرت وكالة الأرصاد الجوية اليابانية تحذيرًا من حدوث تسونامي في محافظة أوكيناوا وكان متوقعًا وصول الأمواج إلى 3 م (9.8 قدم)، والذي خُفض تصنيفه لاحقًا إلى "تحذير من تسونامي". ولوحظت ارتفاع موجة 30 سـم (12 بوصة) في يوناجوني [الإنجليزية] بعد حوالي 15 دقيقة من وقوع الزلزال. ومن المتوقع أيضًا حدوث أمواج على طول جزر مياكو وياياما، مع وصول الأمواج إلى 20 سـم (7.9 بوصة) في جزر مياكو وإيشيجاكي. كان التحذير من تسونامي هو الأول الذي يصدر في محافظة أوكيناوا منذ زلزال وتسونامي توهوكو عام 2011، وأول تسونامي ضرب المنطقة منذ عام 1998. ونتيجة لذلك، علقت الرحلات الجوية في أوكيناوا وكاجوشيما، بما في ذلك مطار ناها [الإنجليزية] ومطار مياكو [الإنجليزية]. وأصدر مركز التحذير الصيني من تسونامي، التابع لوزارة الموارد الطبيعية، أعلى مستوى إنذار عند المستوى 1، أو الأحمر.
وفي الفلبين، أصدر المجلس الوطني للحد من مخاطر الكوارث وإدارتها أوامر بالإجلاء في مقاطعات باتانيس، وكاجايان، وإيزابيلا، وإيلوكوس نورتي، بعد تحذير من المعهد الفلبيني لعلم البراكين والزلازل [الإنجليزية]. وصدر تحذير إلى 23 مقاطعة بشأن "موجات تسونامي عالية" بقوة 3 م (9.8 قدم)، والذي خفض لاحقًا إلى 30 سـم (12 بوصة). في الساعة 10:03 صباحًا (توقيت الفلبين)، قال مركز التحذير من تسونامي في المحيط الهادئ [الإنجليزية] إن "تهديد تسونامي قد انتهى الآن إلى حد كبير"، مما دفع المعهد الفلبيني لعلم البراكين والزلازل إلى إلغاء التحذير من تسونامي.